# Scopesis polita
Scopesis polita är en stekelart som först beskrevs av Holmgren 1857.  Scopesis polita ingår i släktet Scopesis och familjen brokparasitsteklar. Arten är reproducerande i Sverige. Inga underarter finns listade i Catalogue of Life.